# Winter-Paralympics 2006/Teilnehmer (Schweden)
| stlisierte Goldmedaille | stlisierte Silbermedaille | stlisierte Bronzemedaille |
| ----------------------- | ------------------------- | ------------------------- |
| —                       | —                         | 1                         |

Schweden schickte bei den Winter-Paralympics 2006 in Turin zwei Athletinnen und sechzehn Athleten an den Start.

## Teilnehmer nach Sportarten

### Biathlon
Damen:
- Stina Sellin
Biathlon: 7,5 km stehend: 12. Platz

### Rollstuhlcurling
Bronze 
- Glenn Ikonen
- Rolf Johansson
- Jalle Jungnell
- Bernt Sjoeberg
- Anette Wilhelm

### Skilanglauf
Damen:
- Stina Sellin
Langlauf: 5 km Freistil, stehend: 11. Platz
Langlauf: 10 km klassisch, stehend: 10. Platz
Langlauf: 15 km klassisch, stehend: 11. Platz

### Sledge-Eishockey
- Aron Anderson
- Jan Edbom
- Marcus Holm
- Niklas Ingvarsson
- Kenth Jonsson
- Goran Karlsson
- Magnus Karlsson
- Jens Kask
- Rasmus Lundgren
- Peter Melander
- Leif Norgren
- Frank Pedersen